# خرارد مارتین
جرارد مارتین (انگلیسی: Gerard Martín؛ زادهٔ ۲۶ فوریهٔ ۲۰۰۲) بازیکن فوتبال اهل اسپانیا است که در حال حاضر برای باشگاه فوتبال بارسلونا بازی می‌کند.

## سال‌های اولیه زندگی
مارتین در اسپلوگس د یبرگات، بارسلونا، کاتالونیا به دنیا آمد و در سن پنج سالگی با خانواده‌اش به سانت آندرئو د لا بارکا نقل مکان کرد.

## دوران حرفه‌ای
در سال ۲۰۲۳، مارتین با باشگاه اسپانیایی بارسلونا بی قرارداد امضا کرد، جایی که او به عنوان «یکی از بازیکنان کلیدی دفاعی» توصیف شد.

## شیوه بازی
مارتین عمدتاً به عنوان مدافع بازی می‌کند و به عنوان «بسیار قابل‌اعتماد در مارک‌زدن و در بازی هوایی» توصیف شده است.

## آمار حرفه‌ای

### آمار باشگاهی
تا تاریخ تا تاریخ ۱۷ اوت ۲۰۲۴
| باشگاه             | فصل                | لیگ                | لیگ    | لیگ  | جام    | جام  | دیگر   | دیگر | مجموع  | مجموع |
| باشگاه             | فصل                | رده                | بازی‌ها | گل‌ها | بازی‌ها | گل‌ها | بازی‌ها | گل‌ها | بازی‌ها | گل‌ها  |
| ------------------ | ------------------ | ------------------ | ------ | ---- | ------ | ---- | ------ | ---- | ------ | ----- |
| کورنیا             | ۲۰۲۰–۲۱            | سگوندا دیویسیون بی | ۵      | ۰    | ۱      | ۰    | —      | —    | ۶      | ۰     |
| کورنیا             | ۲۰۲۱–۲۲            | پریمرا فدراسیون    | ۱۶     | ۰    | ۱      | ۰    | —      | —    | ۱۷     | ۰     |
| کورنیا             | ۲۰۲۲–۲۳            | پریمرا فدراسیون    | ۳۶     | ۰    | ۰      | ۰    | —      | —    | ۳۶     | ۰     |
| کورنیا             | مجموع              | مجموع              | ۵۷     | ۰    | ۲      | ۰    | —      | —    | ۵۹     | ۰     |
| بارسلونا بی        | ۲۰۲۳–۲۴            | پریمرا فدراسیون    | ۳۷     | ۰    | —      | —    | ۴      | ۰    | ۴۱     | ۰     |
| بارسلونا           | ۲۰۲۴–۲۵            | لا لیگا            | ۱      | ۰    | ۰      | ۰    | ۰      | ۰    | ۱      | ۰     |
| مجموع دوران حرفه‌ای | مجموع دوران حرفه‌ای | مجموع دوران حرفه‌ای | ۹۵     | ۰    | ۲      | ۰    | ۴      | ۰    | ۱۰۱    | ۰     |

1. ↑  بازی‌ها در پلی‌آف‌های پریمرا فدراسیون ۲۰۲۴